# Джорджиана (Алабама)
Джорджиа́на (англ. Georgiana) — город, расположенный в округе Батлер (штат Алабама, США). Население по переписи 2020 года — 1324 человека.
В Джорджиане родился кантри-певец Хэнк Уильямс.

## География
По данным Бюро переписи населения США, имеет общую площадь в 16,15 квадратных километров, водных ресурсов в черте населённого пункта не имеется.
Расположен на высоте 93 метров над уровнем моря.

## История
Джорджиана основана в 1855 году Питтом Милнером, который переехал в этот район из округа Пайк, штат Джорджия, после того, как была построена железная дорога Луисвилл—Нашвилл. Милнер открыл почтовое отделение и назвал поселение Джорджианой. Название сочетало в себе имя его дочери и названия родного штата. В 1858 году был открыт первый магазин, впоследствии салун, а также паровая лесопилка и мельница. Несколько дорог, ведущих в Джорджиану из близлежащих населенных пунктов, были перекрыты. Железнодорожная компания построила в городе депо после того, как в 1859 году по нему проехал первый поезд. Руководство пыталось убедить Милнера переименовать город в Питтсвилл в честь него самого, но он настоял на сохранении прежнего названия. Первая школа была построена в 1856 году, а вторая мельница — в 1867 году. Движущей силой экономики города стала хлопчатобумажная промышленность. В 1868 году в городе построили здание школы, которая получила название Джорджианская академия.

## Население
| Год переписи                    | Нас. |  | %±     |
| ------------------------------- | ---- |  | ------ |
| 1880                            | 227  |  | —      |
| 1890                            | 456  |  | 100,9% |
| 1900                            | 567  |  | 24,3%  |
| 1910                            | 999  |  | 76,2%  |
| 1920                            | 1550 |  | 55,2%  |
| 1930                            | 1480 |  | −4,5%  |
| 1940                            | 1627 |  | 9,9%   |
| 1950                            | 1596 |  | −1,9%  |
| 1960                            | 2093 |  | 31,1%  |
| 1970                            | 2148 |  | 2,6%   |
| 1980                            | 1993 |  | −7,2%  |
| 1990                            | 1933 |  | −3%    |
| 2000                            | 1737 |  | −10,1% |
| 2010                            | 1738 |  | 0,1%   |
| 2020                            | 1324 |  | −23,8% |
| 1880–2020 U.S. Decennial Census |      |  |        |

По переписи населения 2020 года в городе проживало 1324 жителя. Плотность населения — 81,98 чел. на один квадратный километр. Расовый состав населения: чёрные или афроамериканцы — 72,51 %, белые — 24,24 %, испаноязычные или латиноамериканцы — 0,68 % и представители других рас — 2,57 %.

#### Перепись 2000 года
По данным переписи населения 2000 года в городе проживало 1737 человек, 462 семьи, насчитывалось 697 домашних хозяйств и 829 жилых домов. Средняя плотность населения составляла около 107,2 человек на один квадратный километр. Расовый состав города по данным переписи распределился следующим образом: 37,36 % белых, 61,77 % — чёрных или афроамериканцев, 0,23 % — коренных американцев, 0,63 % — представителей смешанных рас.
Испаноговорящие составили 0,35 % от всех жителей города.
Из 697 домашних хозяйств в 31 % — воспитывали детей в возрасте до 18 лет, 37,6 % представляли собой совместно проживающие супружеские пары, в 25,1 % семей женщины проживали без мужей, 33,7 % не имели семей. 31,7 % от общего числа семей на момент переписи жили самостоятельно, при этом 15,6 % составили одинокие пожилые люди в возрасте 65 лет и старше. Средний размер домашнего хозяйства составил 2,38 человек, а средний размер семьи — 2,97 человек.
Население города по возрастному диапазону по данным переписи 2000 года распределилось следующим образом: 26,7 % — жители младше 18 лет, 6,9 % — между 18 и 24 годами, 22 % — от 25 до 44 лет, 22,6 % — от 45 до 64 лет и 21,8 % — в возрасте 65 лет и старше. Средний возраст жителей составил 40 лет. На каждые 100 женщин в городе приходилось 78,5 мужчин, при этом на каждые сто женщин 18 лет и старше приходилось 72 мужчины также старше 18 лет.
Средний доход на одно домашнее хозяйство в городе составил 17 014 долларов США, а средний доход на одну семью — 21 950 долларов. При этом мужчины имели средний доход в 23 056 долларов США в год против 17 813 долларов среднегодового дохода у женщин. Доход на душу населения в городе составил 10 166 долларов в год. 33,7 % от всего числа семей в округе и 38,2 % от всей численности населения находилось на момент переписи населения за чертой бедности, при этом 56,5 % из них были моложе 18 лет и 25,9 % — в возрасте 65 лет и старше.